# Старая Стефия
Старая Стефия — упразднённый посёлок в Земетчинском районе Пензенской области России. Входил в состав ныне упразднённого Отормского сельсовета.

## География
Располагался на берегу реки Сыч, притока Выши, на открытой местности недалеко от лесов. Ближайшие высоты — 177,9 и 181,2 м. Ближайшие урочища — Бурмистров Кордон и Новый Стан. Посёлок находился в лесостепной зоне, в лесостепном районе европейской части России. Площадь 29,9 гектара, находился на территории государственного природного зоологического заказника регионального значения «Земетчинский». Расстояние до районного центра посёлка городского типа Земетчино составляло 10 км.

### Климат
Климат населённого пункта характеризовался как умеренно континентальный с жарким летом и не очень холодной зимой. Температура в среднем за год составляла 4,2ºС. Наиболее холодный месяц — февраль, наиболее тёплый — июль. Заморозки начинались в конце сентября и кончались в середине мая. Почвы в среднем промерзали на глубину до 46 см, снежный покров достигал высоты 27 см и выше. За год в среднем выпадало 496 мм осадков. Летом преобладали северо-западные ветры, зимой юго-восточные.

### Часовой пояс
Посёлок Старая Стефия, как и вся Пензенская область, находится в часовой зоне МСК (московское время). Смещение применяемого времени относительно UTC составляет +3:00.\

## История
Упоминания о дате основания посёлка в источниках отсутствуют.
В 1919 году был основан как выселок из Старой Стефии посёлок Новая Стефия.
Населённый пункт также имел статус деревни и какое-то время носил название Стефия. Из предприятий в нём действовали колхоз «Борец» и крахмальный завод небольшой производственной мощности, созданный по инициативе помещицы Чиняковой. В 1934 году в посёлке жило уже 442 человека. По состоянию на 1955 год входил в Колударовский сельсовет Салтыковского района. Позднее передан в Земетчинский район.
Численность населения посёлка после 1934 года стала падать: через 25 лет в посёлке жило примерно в полтора раза меньше людей (245). К 1979 году жило только 67 человек. В 2004 году в посёлке остался единственный житель и одно хозяйство.
К 2006 году населённый пункт фактически прекратил существовать: постоянное население отсутствовало. По этой причине в Законодательном собрании Пензенской области было принято решение об упразднении посёлка Старая Стефия и исключении его из учётных данных. Оно вступило в силу 9 июля.
В 2010 году Отормский сельсовет, куда входил посёлок, был упразднён, а его территория (как и место нахождения населённого пункта) вошла в Салтыковский сельсовет.
Ныне на месте посёлка расположено одноимённое урочище.

## Население
Данные о населении посёлка встречаются уже в 1934 году — 442 человека, 1959—245 человек, по данным 1979 — 67 жителей, 1989 — 17, 1996 — 9, 2004 — 1. К 2006 году посёлок опустел. Жители по национальности преимущественно русские.